# Кунйомі
Кунйомі (яп. 訓読み,くんよみ, «звичаєве прочитання») — японське прочитання китайського ієрогліфа за його смислом. Японський переклад китайського ієрогліфа.

## Короткі відомості
Кунйомі засноване на вимові споконвічних японських слів (大和言葉, ямато котоба — «слова Ямато»), до яких були за змістом підібрані китайські ієрогліфи. Інакше кажучи, кунйомі — це переклад китайського знаку японською мовою. У деяких ієрогліфів може бути відразу декілька кунйомі, а може й не бути зовсім.
Наприклад, знак, що позначає схід (東) має прочитання онйомі — «то». Однак у японській мові до введення ієрогліфів було відразу два японських слова для позначення цієї частини світу: хіґасі і адзума. Саме вони і стали кунйомі цього ієрогліфа. Однак у ієрогліфа 寸, що позначає китайську міру довжини (близько 4 см), не було аналога в японській мові, тому цей знак має лише онйомі — «сун»
Кунйомі визначається міцною силабічною структурою оригінальних японських слів яматокотоба. Кунйомі більшості іменників і прикметників мають довжину у 2 або 3 склади, у той час як кунйомі дієслів коротші — 1 або 2 склади (не враховуючи флексій — окуріґани, яка записується хіраґаною, хоча і вважається частиною прочитання дієсловоутворючих ієрогліфів).
Здебільшого для запису одного японського слова використовувалися різні ієрогліфічні знаки, для відбиття відтінків значення. Наприклад, слово «наосу», записане як 治す, буде означати «виправляти (здоров'я)», у той час як запис 直す буде означати «виправляти (помилки)». Часом різниця в написанні прозора, а іноді досить тонка. Для того, щоб не помилитися у відтінках змісту, слово інколи записується хіраґаною. Наприклад, так часто роблять для запису слова «мото» (основа), якому відповідають відразу п'ять різних ієрогліфів: 元, 基, 本, 下, 素. Різниця у вживанні ієрогліфів з однаковим кунйомі важкодоступна навіть японцям.